# کنده‌کاری میوه در تایلند

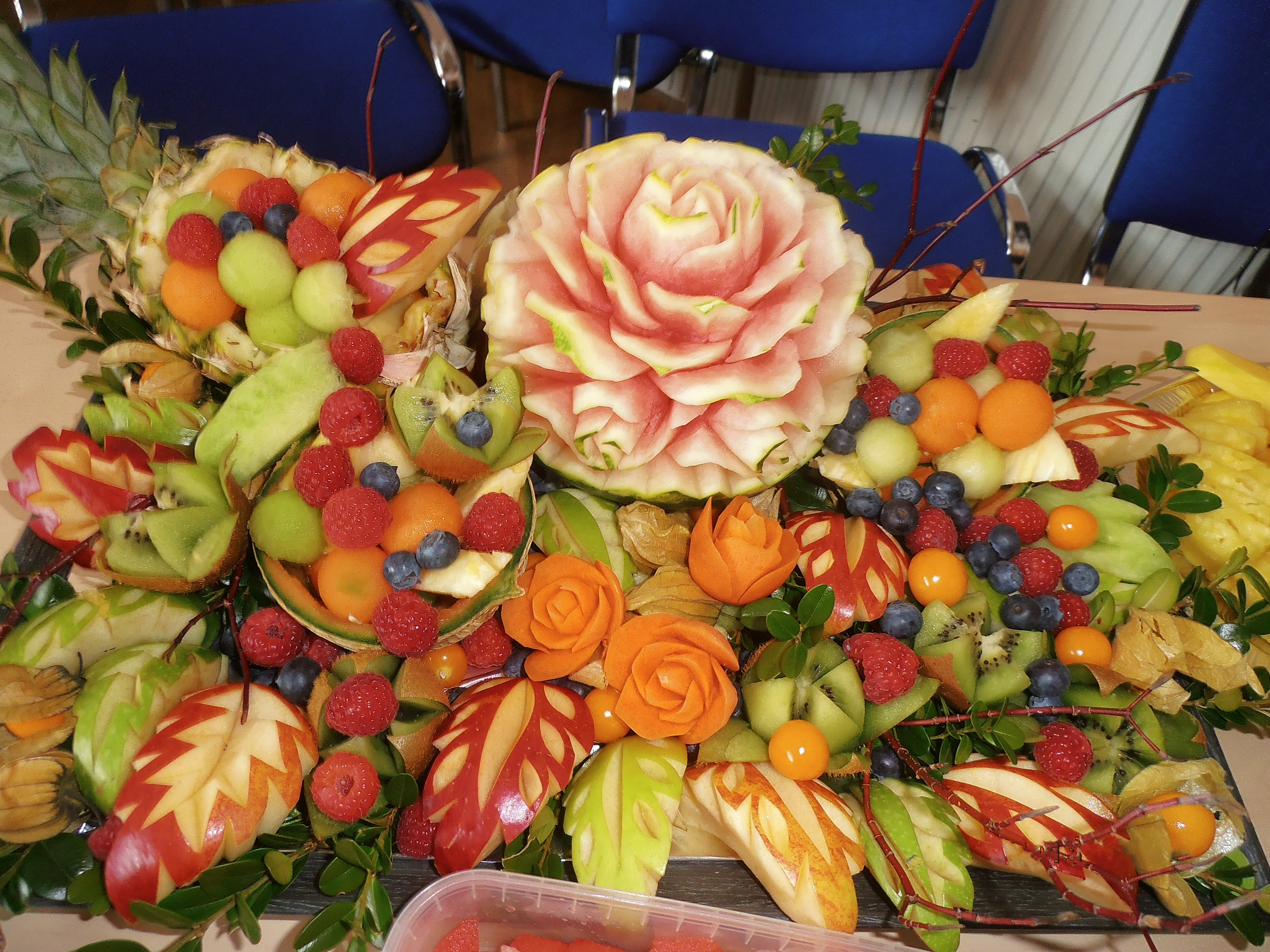

کنده‌کاری میوه در تایلند (انگلیسی: Thai fruit carving) یکی از هنرهای سنتی کشور تایلند است. این هنر نیاز به پاکیزگی و تمیز کاری، دقت، مدیتیشن، و توانایی شخصی دارد. کنده‌کاری میوه در تایلند به عنوان یک هنر قابل احترام، چندین قرن است که در این کشور سابقه دارد. این هنر در اصل تنها برای تزئین میز غذای خانواده سلطنتی مورد استفاده قرار می‌گرفت.